# Angela Bundalovic
Angela Bundalovic (født 28. juli 1995) er en dansk skuespiller. Hun fik sin debut som børneskuespiller i Voksne mennesker i 2005. Siden har hun blandt andet spillet Beatrice i Netflix-serien The Rain i 2018 og narkomanen Nadja i tv-serien Limboland i 2020 og hovedrollen Miu i Netflix-serien Copenhagen Cowboy. Hun fik en pris som bedste europæiske skuespiller ved filmfestivalen i Lecce for sin hovedrolle som Ida i København findes ikke i 2023. I 2025 har hun hovedrollen som den 19-årige stenalderkvinde Aathi i Fremmed - Det første opgør.

## Karriere
Bundalovic er oprindelig uddannet på linjen for dans og koreografi på Den Danske Scenekunstskole.
Hun debuterede som dommerens datter i filmen Voksne mennesker fra 2005, som blev vist i Un Certain Regard-afdelingen på Cannes Film Festival i 2005. Hendes næste filmrolle var som den syv-årige pige Sidsel i kortfilmen Blodsøstre fra 2006. I 2018 spillede hun Beatrice i den første sæson af Netflix' første danskproducerede serie The Rain.
I 2020 spillede hun narkomanen Nadja i tv-serien Limboland, og i 2022 havde hun hovedrollen i Nicolas Winding Refns overnaturlige krimiserie Copenhagen Cowboy. Serien blev vist på Netflix i 2023.
I 2023 havde hun hovedrollen i Martin Skovbjerg Jensens film København findes ikke. For den præstation vandt hun prisen som bedste europæiske skuespiller ved den europæiske filmfestival i den italienske by Lecce.
I 2025 spiller hun hovedrollen i filmen Fremmed - Det første opgør som den 19-årige stenalderkvinde Aathi, der for 6.000 år siden kommer til det, der i dag er Danmark, med sin familie, for blot at opleve, at næsten hele familien bliver dræbt, hvorefter hun og hendes lillebror må overleve i den stamme, der dræbte deres familie.

## Roller i film og på tv

### Film
| År   | Titel                      | Rolle            | Bemærkning |
| ---- | -------------------------- | ---------------- | ---------- |
| 2005 | Voksne mennesker           | Dommerens datter |            |
| 2006 | Blodsøstre                 | Sidsel           | Kortfilm   |
| 2023 | København findes ikke      | Ida              |            |
| 2025 | Fremmed - Det første opgør | Aathi            |            |

### Fjernsyn
| År   | Titel             | Rolle    | Bemærkning |
| ---- | ----------------- | -------- | ---------- |
| 2018 | The Rain          | Beatrice | 7 episoder |
| 2020 | Limboland         | Nadja    | 8 episoder |
| 2022 | Copenhagen Cowboy | Miu      | -          |